# Asopos
Asopos (en grec antic Ἀσωπός) era una antiga ciutat de Lacònia.
Segons Pausànias, estava situada a la part oriental del golf de Lacònia a uns 60 estadis al sud d'Acries, i diu que era una de les ciutats que formaven part de l'Eleutero-Lacònia. Diu que allà hi havia un temple dedicat als emperadors romans, i a l'acròpoli un altre temple dedicat a Atena Ciparissa i que al gimnàs s'hi trobaven les restes d'uns ossos humans de mida gegantina. A uns 12 estadis de la ciutat diu que hi havia un temple dedicat a Asclepi, que també menciona Estrabó. Estrabó diu que Asopos i Ciparissa eren dues ciutats diferents, però Pausànies explica que al peu de l'acròpoli d'Asopos hi havia les restes d'una ciutat que els aqueus anomenaven Periciparissa. Sembla que Asopos va ser un nom posterior de la ciutat de Ciparissa.